# Lurio conspicuus
Lurio conspicuus är en spindelart som beskrevs av Cândido Firmino de Mello-Leitão 1930. 
Lurio conspicuus ingår i släktet Lurio och familjen hoppspindlar. Inga underarter finns listade i Catalogue of Life.